# Tankcontainer

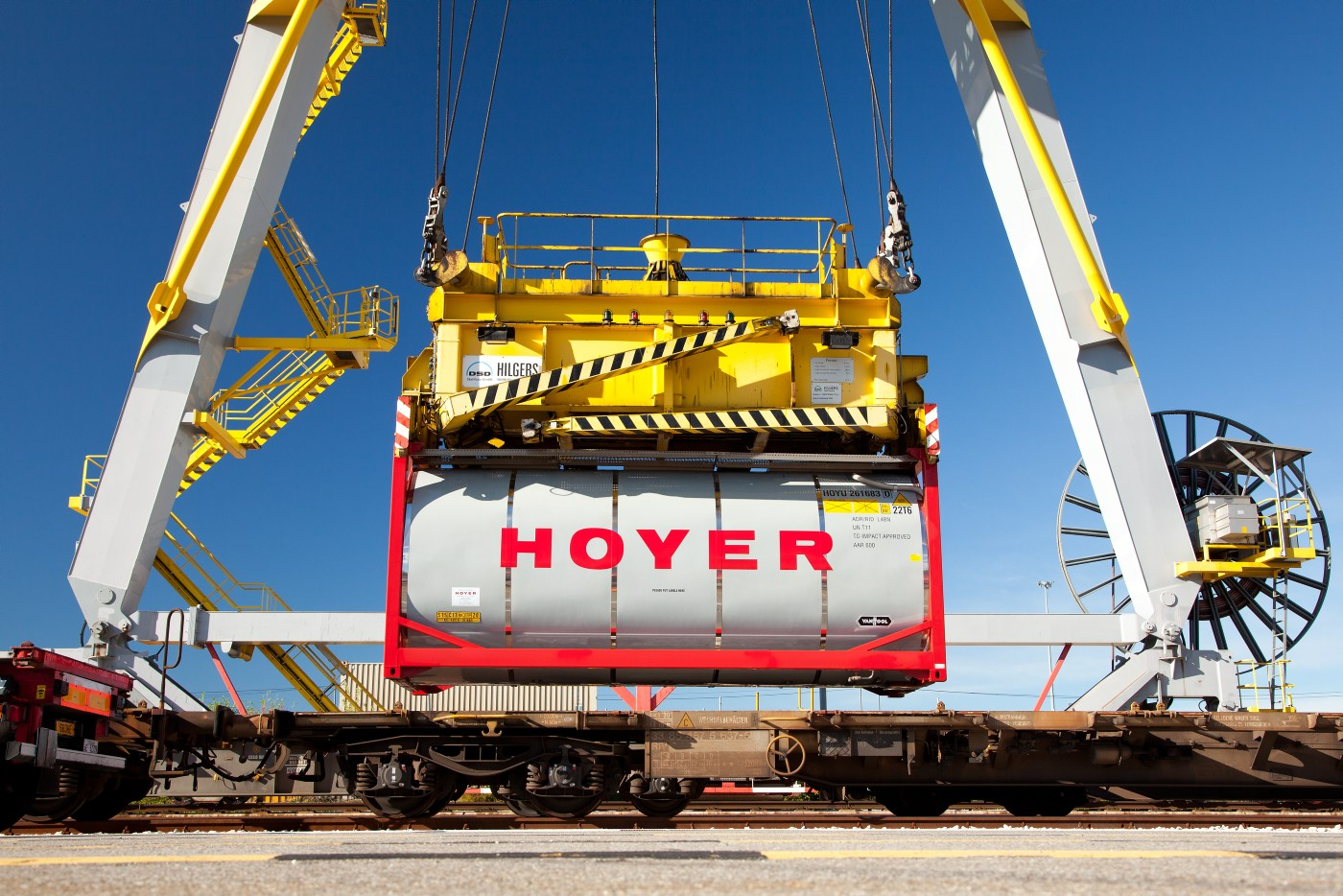
Tankcontainer bei Verladung

Als Tankcontainer bezeichnet man im Allgemeinen Behälter zur Aufbewahrung und zum Transport flüssiger und gasförmiger Produkte (Massengüter).
Die gängigsten Tankcontainer entsprechen in ihren äußeren Abmessungen denen der ISO-Container und können daher ebenfalls im kombinierten Verkehr (d. h. Straßen-, Schienen- und Seeweg) eingesetzt werden.
Es gibt sowohl Tankcontainer für den Chemikalien-/ Gefahrguttransport als auch für den Lebensmitteltransport, wobei letztere, wie Straßentankwagen auch, mit der Kennzeichnung „Nur für Lebensmittel / Produits alimentaires / Foodstuff only“ versehen sein müssen, um Verwechselungen auszuschließen.
Im Regelfall sind Tankcontainer mit Schwallwänden (eine oder mehrere) ausgestattet, welche eine Tankkammer in zwei oder mehrere Abschnitte unterteilen, um dem Aufschaukeln der Ladung (sog. Schwallwirkung) bei Fahrzeugbewegungen, wie beispielsweise Anfahr- oder Bremsmanövern, entgegenzuwirken. Container ohne Schwallwände müssen zu mindestens 80 % beladen sein (Gefahrgut), um nicht durch die Schwallwirkung gefährdet zu werden.
Flexible container inliner, sogenannte Flexitanks, ermöglichen den Transport von Flüssigkeiten im LKW-Auflieger oder in einem ISO-Container. Dabei können bis zu 24.000 Litern in einem Standard 20' TEU befördert werden.